# Shadows Collide with People
Shadows Collide with People è il quinto album solista di John Frusciante, pubblicato il 24 febbraio 2004. L'album fu scritto durante le registrazioni di By the Way ed è ampiamente considerato come il suo lavoro maggiormente accessibile, caratterizzato da un miscuglio di alternative rock, folk rock ed electronica. Frusciante ha affermato che questo fu il suo album più costoso, stimato circa $150,000. Frusciante indicò, "Ero stanco delle persone che consideravano le mie registrazioni come non professionali e fuori di testa."
Flea suonò il contrabbasso in "The Slaughter", l'ultima traccia dell'album. Tutte le canzoni furono scritte da John Frusciante, tranne "Omission" e "-00Ghost27", con il contributo di Josh Klinghoffer. Shadows Collide With People è l'unico album solista di Frusciante dove partecipa il batterista dei Red Hot Chili Peppers, Chad Smith.
Frusciante produsse delle demo e delle versioni acustiche delle tracce dell'album, disponibili per i fans sul suo sito ufficiale. Nelle tracce è presente Josh Klinghoffer come batterista.
L'album raggiunse il numero 191 sul Billboard 200 e #11 su Heatseekers.[7]
Sul vinile dell'album furono incise le parole "One step away" sul lato A, "There's riddles in the shadows" sul lato B, "A hint of sadness" sul lato C, e "What they least suspect is coming next" sul lato D. Tutte queste furono indizi per i testi dell'album successivo, The Will to Death, specificatamente le canzoni "The Will to Death" (lato A), "The Days Have Turned (lati B e D) e "Loss" (lato C).

## Musicisti

### Artista
- John Frusciante - voce, chitarra, basso, sintetizzatore, tastiera

### Altri musicisti
- Josh Klinghoffer - tastiera, sintetizzatore, basso, chitarra, percussioni, voce
- Omar Rodríguez-López - chitarra slide in Chances, 23 Go in to End
- Flea - basso in The Slaughter
- Chad Smith - batteria e percussioni
- Charlie Clouser - produzione dell'orchestra

## Tracce
- Tutti i pezzi sono scritti da Frusciante eccetto dove indicato.

1. Carvel - 4:13
2. Omission (Frusciante/Klinghoffer) - 4:34
3. Regret - 2:58
4. Ricky - 3:57
5. Second Walk - 1:43
6. Every Person - 2:38
7. -00Ghost27 (Frusciante/Klinghoffer) - 3:50
8. Wednesday's Song - 3:31
9. This Cold - 2:00
10. Failure33 Object - 2:56
11. Song To Sing When I'm Lonely - 3:16
12. Time Goes Back - 3:23
13. In Relief - 3:36
14. Water - 4:06
15. Of Before - 3:17 (bonus track edizione giapponese)
16. Cut-Out - 3:34
17. Chances - 1:49
18. 23 Go in to End - 6:42
19. The Slaughter - 3:53